# Regionale Scoutingwedstrijden
De Regionale Scoutingwedstrijden (RSW), in bepaalde delen van het land de Districts Scoutingwedstrijden (DSW) genoemd (hoewel dit eigenlijk een verouderde benaming is), zijn jaarlijkse regionale wedstrijden voor Nederlandse Scouts in de leeftijd van 10 tot en met 15 jaar.
Scoutinggroepen kunnen één of meerdere ploegen afvaardigen om aan deze wedstrijden mee te doen. De beste ploegen gaan door naar de Landelijke Scoutingwedstrijden (LSW) in Baarn. De regionale wedstrijden duren doorgaans twee of drie dagen en worden op verschillende plaatsen in het land gehouden.